# Ymėžė
Ymėžė je potok v Litvě, v Žemaitsku, teče v Telšiaiském a Tauragėském kraji, v okresech Šilalė a Rietavas. Je to levý přítok řeky Aitra, do které se vlévá 8,4 km od jejího ústí do Jūry, 1,5 km na jihovýchod od Girėnů. Pramení na severní okraj vsi Alkupis, 7,5 km na jihozápad od města Laukuva. Klikatí se v celkovém směru západním. V horním toku meandruje více než v dolním.

## Přítoky
- Levé:

| Hydrologické pořadí | Řeka                | Délka (km) | Povodí (km²) | Vzdálenost od ústí (km) | Ústí kde | Koordináty ústí |
| ------------------- | ------------------- | ---------- | ------------ | ----------------------- | -------- | --------------- |
| 16010174            | Nausė neboli Nausis | 2,8        | 4,1          | 4,2                     |          |                 |
| 16010175            | Pašakarnis          | 3,3        | 6,3          | 3,5                     |          |                 |
| 16010177            | Gvelbė              | 4,2        | 8,9          | 2,5                     |          |                 |

- Pravé:

| Hydrologické pořadí | Řeka      | Délka (km) | Povodí (km²) | Vzdálenost od ústí (km) | Ústí kde | Koordináty ústí |
| ------------------- | --------- | ---------- | ------------ | ----------------------- | -------- | --------------- |
| 16010173            | Sarkainis | 3,4        | 6,1          | 6,6                     |          |                 |
| 16010176            | Y - 4     | 3,0        | 1,8          | 3,4                     |          |                 |
| 16010178            | Y - 2     | 3,6        | 2,6          | 2,2                     |          |                 |
| 16010179            | Ližė      | 10,3       | 23,4         | 0,1                     |          |                 |

## Obce při potoce
Alkupis, Paymėžis, Žadeikiai, Prapymas.

## Komunikace, vedoucí přes potok
Vedlejší silnice Žadeikiai - Laukuva, cesta Alkupis - Prapymas, vedlejší silnice Žadeikiai - Prapymas, dvě cesty místního významu, dálnice A1/E85 Kaunas - Klaipėda, další cesta místního významu.